# Skirmunt
Skirmunt (Skiermunt, Skirmont) – polski herb szlachecki, odmiana herbu Dąb.

## Opis herbu

### Opis historyczny
Juliusz Karol Ostrowski blazonuje herb następująco:

W polu błękitnem — dąbek zloty o kilku korzeniach i trzech żołędziach. Nad hełmem — korona lub mitra. Labry.

### Opis współczesny
Opis skonstruowany współcześnie brzmi następująco:
Na tarczy w polu błękitnym dąb zielony z trzema żołędziami złotymi, dwoma liśćmi zielonymi i pięcioma korzeniami w takim samym kolorze.
Nad tarczą sam hełm z koroną.
Labry herbowe błękitne, podbite srebrem.

## Geneza
Według Juliusza Ostrowskiego, herb był używany przez członków rodu Skirmunt, zamieszkujących Litwę od XVI wieku.

## Herbowni
Lista herbownych w artykule sporządzona została na podstawie wiarygodnych źródeł, zwłaszcza klasycznych i współczesnych herbarzy. Należy jednak zwrócić uwagę na częste zjawisko przypisywania rodom szlacheckim niewłaściwych herbów, szczególnie nasilone w czasie legitymacji szlachectwa przed zaborczymi heroldiami, co zostało następnie utrwalone w wydawanych kolejno herbarzach. Identyczność nazwiska nie musi oznaczać przynależności do danego rodu herbowego. Przynależność taką mogą bezspornie ustalić wyłącznie badania genealogiczne.
Pełna lista herbownych nie jest dziś możliwa do odtworzenia, także ze względu na zniszczenie i zaginięcie wielu akt i dokumentów w czasie II wojny światowej (m.in. w czasie powstania warszawskiego w 1944 spłonęło ponad 90% zasobu Archiwum Głównego w Warszawie, gdzie przechowywana była większość dokumentów staropolskich). Lista nazwisk znajdująca się w artykule pochodzi z Herbarza polskiego, Tadeusza Gajla (3 nazwiska). Występowanie na liście nazwiska nie musi oznaczać, że konkretna rodzina pieczętowała się herbem Skirmunt. Często te same nazwiska są własnością wielu rodzin reprezentujących wszystkie stany dawnej Rzeczypospolitej, tj. chłopów, mieszczan, szlachtę. Jest to dotychczas najpełniejsza lista herbownych, uzupełniana ciągle przez autora przy kolejnych wydaniach Herbarza. Tadeusz Gajl wymienia następujące nazwiska uprawnionych do używania herbu Skirmunt:
|  | Skiermunt, Skirmunt, Skirmuntt Tadeusz Gajl, Herbarz Polski |